# Sint-Antonius van Paduakerk (Blerick)
Sint-Antonius van Paduakerk is de benaming voor twee rooms-katholieke kerken van het voormalige dorp Blerick, nu een stadsdeel van de Nederlandse gemeente Venlo. De benaming geldt voor de neogotische kerk uit 1899, die in 1944 verwoest werd door oorlogsgeweld, en voor de vervangende modernistische kerk uit 1962. 

## Geschiedenis
In 1893 werd Andreas Stassen (1851 – 1902) aangesteld als pastoor van Blerick, waar hij de toenmalige Sint-Lambertuskerk zou leiden, niet te verwarren met de latere Sint-Lambertuskerk die uit 1934 dateert.
In 1895 werd Stassen benoemd tot bouwpastoor voor de Sint-Antonius van Paduakerk in Blerick. Hij had de ambitie van deze parochiekerk een bedevaartsoord te maken voor de Heilige Antonius, wiens verering destijds sterk in opkomst was.

### Oude kerk

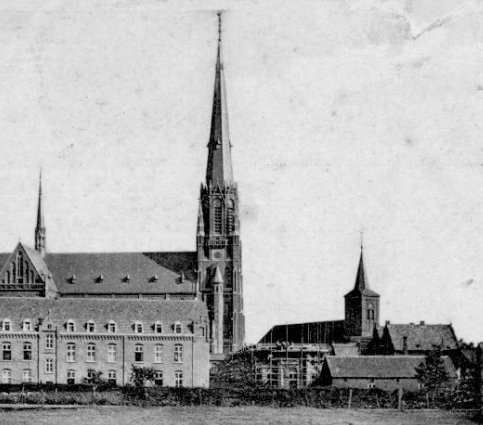
Oude Sint-Antoniuskerk, opname uit 1908; ernaast staat nog de veel kleinere Lambertuskerk

De kerk werd tussen 1897 en 1899 gebouwd vlak naast de oude Sint-Lambertuskerk, die hierna grotendeels werd afgebroken. Voor de bouw van de Antoniuskerk kocht het kerkbestuur een groot open terrein in de nabijheid van de oude parochiekerk en een ruim woonhuis, de latere kapellanie, achter het kerkhof. Op 13 juni 1897, Sint-Antoniusdag, legde deken Charles Marres van Venlo de eerste steen. Het gebouw kreeg een grondplan van 75 bij 26 meter.
De Sint-Antoniuskerk werd in neogotische stijl gebouwd naar een ontwerp van de Roermondse architect Caspar Franssen. Het groots uitgevoerde gebouw kreeg in het middenschip en de zijbeuken ruim 630 zitplaatsen en in de kruisarmen en het koor ongeveer 300 knielbankjes voor kinderen. Het meest in het oog sprong echter de slanke 75 meter hoge westtoren met zijn rijzige naaldspits. Het gebouw werd opgetrokken in baksteen met toepassing van bergsteen voor de lijsten. Het interieur werd met gemetselde gewelven overkluisd.
Op 1 november 1898 werd het dak gemonteerd en eind februari 1899 begon men met het timmerwerk aan de grote toren. Op zondag 11 juni 1899 zegende de deken van Venlo de kerk in, waarna Stassen de eerste plechtige Heilige Mis opdroeg. Het begon goed met deze kerk, maar de grote stroom bedevaartgangers waarop Stassen en zijn kerkbestuur rekenden, kwam nauwelijks op gang.
Terwijl Stassen slechts enkele jaren na de inwijding van de kerk overleed, kwam aan zijn droom van de Antonius van Paduakerk als bedevaartsoord definitief een eind toen de kerk in 1944 vernield werd: Toen tegen het einde van de Tweede Wereldoorlog de Duitsers zich steeds verder moesten terugtrekken, besloten de bezetters om de kerk op te blazen.

### Nieuwe kerk
Na de verwoesting van de oude Sint-Antoniuskerk in 1944 vonden de godsdienstige bijeenkomsten plaats in noodkerken. Deze periode duurde van april 1945 tot september 1962. In die maand was de bouw van de nieuwe Antoniuskerk klaar, waarna bisschop Moors op 8 september de consecratie verrichtte. Deze is gebouwd op de opengevallen plaats waar de oude kerk heeft gestaan. Het modernistische bouwwerk van de architecten Fanchamps en Titulaer heeft een losstaande toren. In de kerk zelf is plaats voor circa duizend mensen en in de aangebouwde dagkapel voor nog eens 120.

## Pastoor Stassenstraat

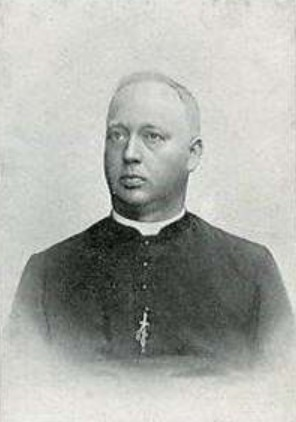
J.A. (Andreas) Stassen

In Blerick is naar Andreas Stassen de Pastoor Stassenstraat vernoemd. Deze straat is tevens een indirecte herinnering aan de grote toewijding aan de heilige Antonius en de bouw van zijn 19e-eeuwse kerk waarvoor Stassen de grote inspirator was.